# Antonio Serra (economista)
Antonio Serra (Dipignano, metà XVI secolo – Napoli, primi anni XVII secolo) è stato un economista e filosofo italiano della scuola mercantilista.
Serra è considerato il primo scrittore di economia politica in Italia, e uno dei primi in Europa. A Serra va «il merito di avere composto per primo un trattato scientifico, seppure non sistematico, sui principi e sulla politica economica». Inoltre è considerato il primo ad aver scritto un'opera di politica economica sul mercantilismo, una forma politica commerciale primitiva del protezionismo, nel 1613 dal titolo Piccolo trattato sulla ricchezza e sulla povertà delle nazioni.

## Biografia

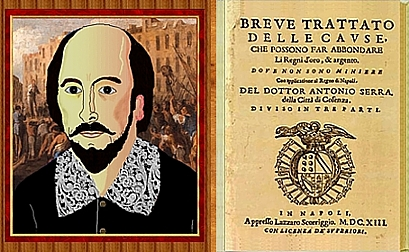
Breve trattato delle cause che possono far abbondare li regni d'oro e d'argento dove non sono miniere

Poco si conosce della sua vita: laureato probabilmente in utroque, nel 1613 Serra fu imprigionato nelle carceri della Vicarìa di Napoli forse a causa della sua partecipazione al complotto architettato da Tommaso Campanella per liberare la Calabria dalla dominazione spagnola, ma più probabilmente dietro accusa di falso monetario.
Mentre era in carcere compose il Breve trattato delle cause che possono far abbondare li regni d'oro e d'argento dove non sono miniere e lo dedicò al viceré Pedro Fernández de Castro y Andrade, conte di Lemos, che aveva già conosciuto e di cui sperava l'aiuto. Il 6 settembre 1617 riuscì a farsi ricevere dal nuovo viceré, Pedro Téllez-Girón, III duca di Osuna, per proporgli un programma di riforme utili al Regno, ma l'incontro fu infruttuoso e Serra fu rimandato nelle carceri della Vicarìa, dove probabilmente morì.
Essendo molto gravi all'inizio del XVII secolo le condizioni finanziarie del Regno di Napoli (esausto il tesoro pubblico e l'onere del fisco già così gravoso da indurre molti a lasciare la città per sottrarvisi), Marc'Antonio De Santis (Discorsi, 1605) aveva proposto di limitare l'esportazione della moneta e di abbassare i tassi di cambio con le piazze estere. La polemica con De Santis è alla base del Breve Trattato di Antonio Serra, che dimostra con esempi tratti dalla storia antica e contemporanea l'inutilità e anzi il danno di questi presunti rimedi, e da ciò trae occasione per spiegare le vere cause della prosperità delle nazioni.
Serra comincia analizzando le cause della scarsità di moneta nel Regno di Napoli e i fattori che avrebbero potuto invertire questa tendenza economica. Egli fu il primo ad analizzare e comprendere appieno il concetto di bilancia commerciale sia per i beni visibili che per quelli invisibili (i servizi e i movimenti di capitali). Ha spiegato come la scarsità di moneta nel Regno di Napoli fosse causata dal deficit della bilancia dei pagamenti. Utilizzando le sue scoperte fu in grado di respingere l'idea, all'epoca più diffusa, per cui la scarsità di denaro era dovuta al tasso di cambio. La soluzione prospettata al problema era indicata nella promozione attiva delle esportazioni. L'opera segna il distacco dalle concezioni moralistiche scolastiche per passare ad una visione laica ed è assolutamente innovativa per l'epoca tanto che Benedetto Croce la definì "lampada di vita".

## Sua influenza nella storia del pensiero economico
Fu l'abate Ferdinando Galiani (1728-1787) a riscoprire l'opera, tessendone un elogio nella nota XXIX del suo celebre trattato Della Moneta. "Chiunque leggerà questo trattato" scrive Galiani "resterà sicuramente sorpreso ed ammirato in vedere quanto in un secolo di totale ignoranza della scienza economica avesse il suo autore chiare e giuste le idee della materia di cui scrisse e quanto sanamente giudicasse delle cause de nostri mali e de soli rimedi efficaci." Galiani paragona Serra al francese Jean-François Melon e all'inglese John Locke, considerandolo superiore a loro per avere vissuto molti anni prima in un'epoca di ignoranza della scienza economica.
Serra, che in vita era stato del tutto trascurato e per secoli, tranne appunto quell'elogio di Galiani, completamente dimenticato, dopo molto tempo è stato finalmente riscoperto. L'opera di Serra ed il suo breve trattato figurano con molta evidenza nei lavori dell'economista norvegese Erik Reinert.